# Thubten Choekyi Nyima
Thubten Chökyi Nyima (en tibetano: ཐུབ་བསྟན་ཆོས་ཀྱི་ཉི་མ་, wylie: Thub-bstan Chos-kyi Nyi-ma, dialecto de Lhasa AFI: Tubdain Qoigyi Nyima), nacido el 12 de enero de 1883 en Dagpo y fallecido el 1 de diciembre de 1937 en Jyekundo, fue el 9.º Panchen Lama del Tíbet.
Su residencia habitual se situaba en el Monasterio de Tashi Lhunpo, sede tradicional de los Panchen Lamas en el Tíbet, y también fue reconocido por la Comisión de Asuntos Mongoles y Tibetanos.[cita requerida]

## Biografía
Thubten Chökyi Nyima nació en 1883, hijo de una sirvienta que pastoreaba en las montañas y de un padre desconocido, cuyo nombre la madre no reveló. Habría tenido un hermano gemelo, llamado rTse-mchog-gling rimpoché.
Su tutor fue el Khunu Lama Tenzin Gyaltsen, y, a la edad de cinco años, en 1888, fue elegido IX Panchen Lama por el 13.º Dalai Lama, quien apenas contaba doce años.
En 1901, Choekyi Nyima recibió la visita del lama mongol Agvan Dorjiev . Aunque sólo permaneció dos días en el monasterio de Tashilhunpo, Dorjiev recibió ciertas enseñanzas secretas del Panchen Lama, así como la lectura de la " Oración de Shambhala", un escrito de Lobsang Palden Yeshe, 6.º Panchen Lama, sobre el reino budista de Shambhala. Dicha oración que fue de gran importancia para el desarrollo de las enseñanzas tántricas de Dorjiev sobre la Kalachakra (la Rueda del Tiempo). ). Choekyi Nyima también le dio obsequios a Dorjiev, incluidas estatuas de oro.

### Expedición británica al Tíbet
Durante la expedición británica al Tíbet, comandada por Francis Younghusband, el 13 dalái lama, Thubten Gyatso, huyó en 1904 a Mongolia Exterior, temeroso del avance de las tropas británicas hacia Lhasa. William Frederick Travers O'Connor, secretario de Younghusband,se convirtió entonces en el primer agente comercial británico destinado en Gyantsé. Se hizo amigo del Panchen Lama y lo llevó, en 1905, a Calcuta, donde conoció, a principios de 1906, al virrey de la India Gilbert Elliot-Murray-Kynynmound, al Chogyal de Sikkim Thutob Namgyal y al futuro rey de Bután, Ugyen Wangchuk  . El Panchen Lama también se reunió allí con el Príncipe de Gales y los futuros reyes Jorge y María .
Charles Alfred Bell fue invitado a visitar al 9 Panchen Lama en Tashilhunpo, donde tuvieron discusiones amistosas sobre la situación política. En 1907, O'Connor hizo transportar los dos primeros automóviles a través del Himalaya hasta el Tíbet, uno de los cuales era un Laurin & Klement regalado por el gobierno indio al Panchen.
En 1907, O'Connor sugirió al raj británico que alentara al Panchen Lama a declarar su independencia de Lhasa mediante la creación de un estado independiente en el sur del Tíbet, gobernado desde su cuartel general en Shigatse, y apoyado por el gobierno británico.

Hacia principios del siglo XX, las relaciones sino-tibetanas fueron conflictivas y provocaron la huida del XIII Dalai Lama a la India en 1910. [cita requerida] China utilizó el pretexto de la soberanía para pedir en dos ocasiones al 9.º Panchen Lama que ocupara el lugar del 13.er Dalai Lama, a lo que éste se negó.[cita requerida]

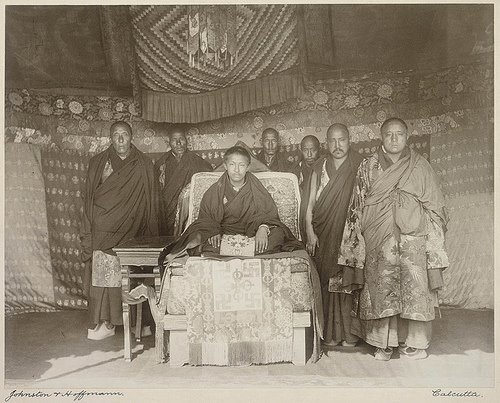
El Panchen Lama y su séquito en Calcuta en 1906.
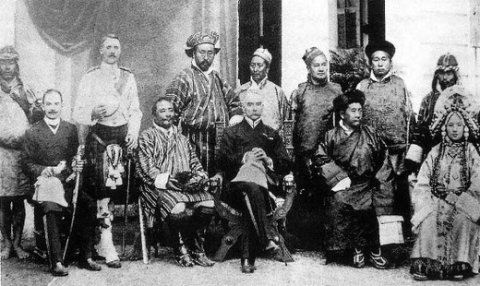
Ugyen Wangchuck y Thutob Namgyal recibido por el panchen-lama en Calcuta, 1906.

### Revolución China y Declaración de Independencia del Tíbet
El Imperio Qing colapsó tras el levantamiento de Wuchang de octubre de 1911 en Wuhan . En diciembre, 18 provincias y distritos chinos apoyaron la revolución, declarando una tras otra su independencia. Así, el 13 El Dalai Lama proclamó, en 1912, la independencia del Tíbet, independencia de facto que no fue reconocida por ningún Estado.
Según el tibetólogo Melvyn Goldstein, cuando el 13.er dalái lama, tras su regreso de la India en 1913, quiso aplicar nuevas imposiciones a los dominios feudales, el 9.º Panchen Lama se negó rotundamente, argumentando que las cláusulas de las concesiones de tierras del emperador manchú excluyen cualquier impuesto adicional. Según John Powers, Gyatso no sólo buscó extraer ingresos de los dominios del Panchen Lama para cubrir una cuarta parte de los gastos militares del Tíbet, sino también reducir los poderes de este último, que, en ese momento, gobernaba una región autónoma de facto alrededor de Shigatsé.

### Alexandra David-Néel y el Panchen Lama (1916)
El 13 de julio de 1916, Alexandra David-Néel partió de Sikkim hacia el Tíbet en compañía de Yongden y un monje, con la idea de llegar monasterio de Tashilhunpo. En el monasterio, se le permitió consultar los escritos budistas y visitar los distintos templos. El día 19 acudió el Panchen Lama, de quien recibió su bendición y una encantadora bienvenida: le presentó a los notables de su séquito, a sus profesores y a su madre (con quien Alexandra entabló amistad y quien le sugiere vivir en un convento). El Panchen Lama le ofrece quedarse como su invitada, lo que ella rechaza, abandonando la ciudad el 26 de julio, no sin haber recibido los títulos honoríficos de lama y doctora en budismo tibetano.

### Huida a China
El 22 de diciembre de 1923, el 9.º Panchen Lama huyó a China, donde estuvo exiliado entre 1924 y 1934. Debido a sus estrechas relaciones con Pekín, fue espiado por Lhasa, quien le reclamaba deudas fiscales y quien prohibió a los monjes de su monasterio desempeñar cualquier función gubernamental, llegando a encarcelarles. Cuando se le ordenó ir a vivir a una casa construida especialmente para él en Lhasa, y temiendo por su vida, anunció su intención de encerrarse en sus apartamentos para meditar un rato; en realidad, abandonó su palacio en secreto para llegar a la frontera china bajo la vigilancia de un centenar de soldados Tsang. Pensando que podrían utilizarlo para recuperar su influencia en el Tíbet, el gobierno chino lo recibió con los brazos abiertos, dándole uso del Parque del Sur en Beijing  y promoviendo el establecimiento de un “gobierno del Panchen Lama en el extranjero»  .
Cuando se enteró de la salida de Nyima, Dorjiev intentó encontrarse con él en su camino a Beijing; al no poder hacerlo, decidió dejar una carta para él pidiéndole que se reconciliara con el 13.º Dalai Lama . Según Alexander Andreyev, Nyima respondió a Dorjiev que no tenía ningún desacuerdo con el Dalai Lama, y que su huida fue provocada por una lucha entre sus discípulos. 
Según Fabienne Jagou, a pesar de su aparente riqueza, el monasterio de Tashilhunpo se había vuelto insolvente, y ya no podía pagar su contribución al gobierno tibetano.  El 9.º Panchen Lama no habría huido, sino que habría ido a buscar donantes mongoles para pagar este impuesto. Así, se dirigió a Beijing, donde desempeñó el papel de mediador de paz para el norte de Mongolia, y desarrolló un proyecto para la modernización del Tíbet.
Nyima permaneció en el exilio durante catorce años, y, de vuelta a su monasterio de Tashilhunpo, murió prematuramente en 1937, en Jyekundo, en la provincia histórica de Kham, hoy Qinghai, en la que era entonces la frontera entre Tíbet y China. Sus restos fueron transportados desde Jyekundo a Kansé, provincia de Sikang, donde su cuerpo, sentado con las piernas cruzadas en postura de meditación, fue colocado en una caja llena de sal para su momificación, con cientos de lámparas de mantequilla proporcionando iluminación perpetua.

### Indicaciones para la reencarnación del 13.º Dalai Lama
Poco antes de su muerte, indicó al comité de lamas encargado de buscar a la reencarnación del 13.º Dalai Lama que buscasen en una casa en Taktser, provincia de Amdo.Dos meses tras salir de Lhasa, dicha delegación, formada por Ketsang Rinpoche y tres auxiliares, llegaron a Kham. Al llegar a Riwoche, escribieron al Panchen Lama, preguntándole si las escaramuzas en la frontera chino-tibetana podrían obstaculizar la misión. Un mes después, el Panchen Lama quien le aseguró que no surgiría ningún obstáculo. 
Así, el segundo día de Losar, volvieron a visitar al Panchen Lama, entregándole una lista de nombres, entre los que el Panchen seleccionó a tres candidatos prometedores. Así, Rinpoche regresó a Amdo . De los tres niños mencionados por el Panchen Lama, uno había muerto antes de la visita de la delegación, y el segundo no aparecía por ninguna parte. Ante el tercer niño se presentaron Ketsang Rinpoche y Tsedroung Lobsang, acompañados por un monje y un intérprete del monasterio de Kumbum que hablaban tibetano. El niño reconoció a Rinpoche como un Sera lama y mencionó el nombre de Tsedrung Lobsang. Se trataba de Lhamo Teundroup, el actual dalái lama.

### Destrucción y reconstrucción de su tumba
Las tumbas del 5.º al 9.º Panchen Lama fueron destruidas durante la Revolución Cultural, y reconstruidas posteriormente por el 10.º Panchen Lama en un mausoleo ubicado en el monasterio de Tashilhunpo en Shigatse, conocido como Tashi Langyar.